# Wereldkampioenschap zijspan

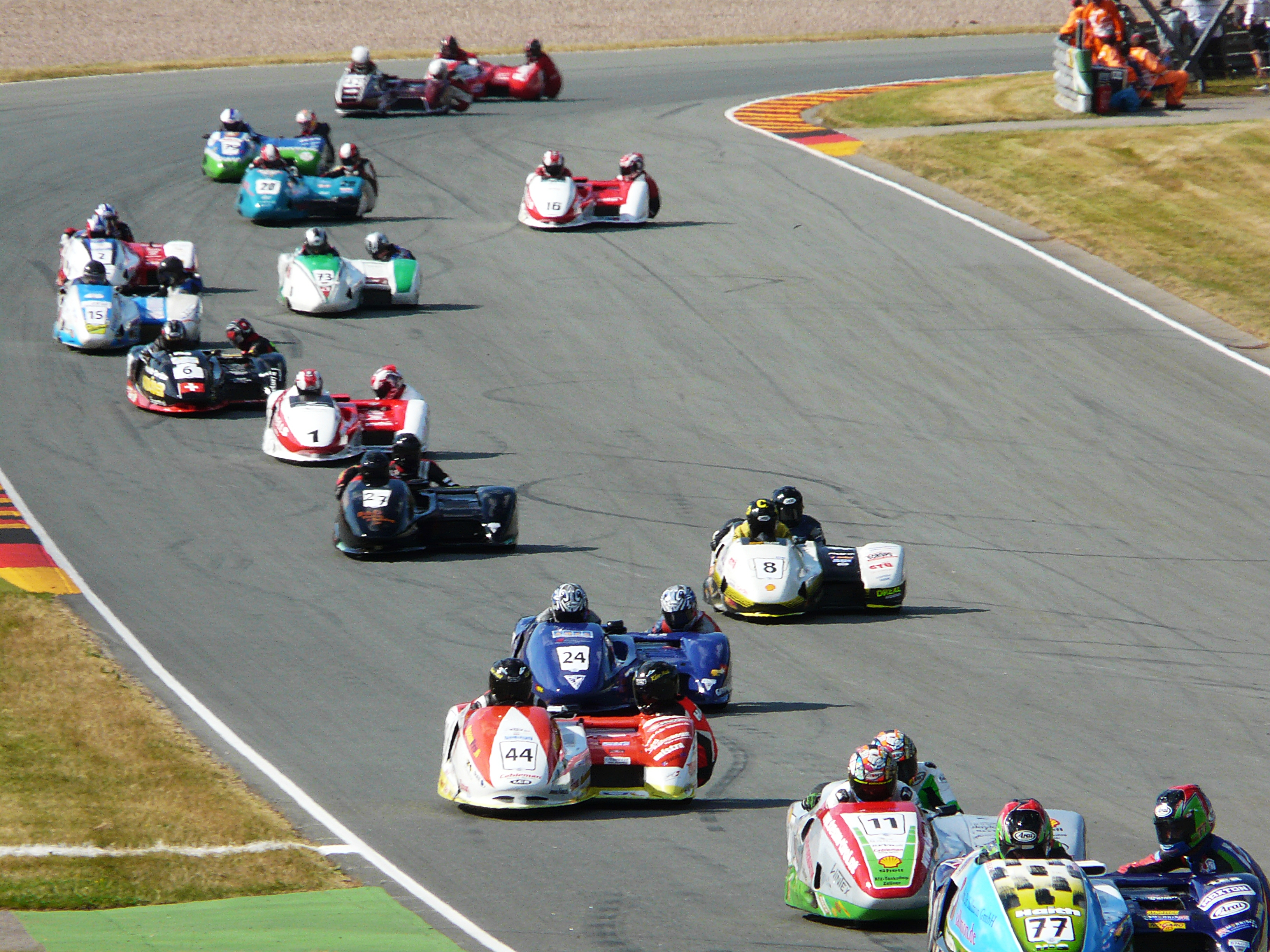
FIM zijspanrace in 2010 op de Sachsenring

Het FIM wereldkampioenschap zijspan is het internationale zijspankampioenschap. Het is de enige nog bestaande FIM wegraceklasse die startte in 1949. Het kampioenschap werd voorheen Superside genoemd, toen de zijspannen van de Grand Prix-wegrace onderdeel gingen uitmaken van het wereldkampioenschap superbike. In 2010 nam de FIM de organisatie van de klasse over van de Superside promotors, en heet het kampioenschap officieel FIM Sidecar World Championship. Om promotionele redenen gebruikt de FIM echter ook nog het woord Superside.
Het kampioenschap wordt verreden over een aantal wedstrijden op racecircuits die voornamelijk in Europa liggen, alhoewel er in het verleden ook wedstrijden zijn verreden in de Verenigde Staten, Zuid-Afrika en Australië.